# Białko tau
Białko tau (MAPT – ang. microtubule associated protein tau) – rodzaj białka występującego prawie wyłącznie w komórkach nerwowych. Związane jest z mikrotubulami i odpowiada za ich stabilizację oraz wiązanie z neurofilamentami i organellami komórkowymi. Białko tau jest desjalizowaną (pozbawioną kwasu sjalowego) transferryną, inaczej zwaną wolną transferryną, ponieważ cechuje się mniejszą ruchliwością elektroforetyczną w porównaniu do transferryny zawierającej resztę kwasu sjalowego. Po raz pierwszy zostało opisane w 1975 roku w Stanach Zjednoczonych (na Uniwersytecie Princeton).
Podczas gdy większość białek przedostaje się do płynu mózgowo-rdzeniowego (PMR) na zasadzie transportu biernego, transferryna wykorzystuje transport aktywny. Wiąże się z receptorami śródbłonka naczyń splotu naczyniówkowego (plexus choroideus) i uwalnia związane żelazo. Niektóre cząsteczki transferryny tracą również resztę kwasu sjalowego i w obu tych formach przechodzą do PMR.
Białko tau warunkuje także odległości między mikrotubulami, od której cechy zależy średnica aksonu. Powinowactwo białka tau do mikrotubul zależy od stopnia jego fosforylacji. Nadmierna fosforylacja (widoczna w mikroskopie elektronowym) powoduje zmiany określane jako zwyrodnienie neurofibrylarne, którego ilość koreluje z nasileniem objawów choroby Alzheimera, co stało się podstawą łączenia anomalii białka tau z patogenezą tej choroby. Badania na szczurach pokazują, że stres zwiększa wydzielanie kortykosteroidów, co zwiększa fosforylację białka tau.
Gen kodujący białko tau MTBT1 znajduje się na chromosomie 17 w locus 17q21.1.